# Matón (mercenario)
Matón (en griego antiguo: Μάθως) fue un mercenario libio que sirvió en el ejército cartaginés durante la primera guerra púnica. Desempeñó un papel tan prominente en el motín que se produjo entre los mercenarios a su regreso a África (241 a. C.), que temió ser objeto de un castigo ejemplar si los amotinados entregaban las armas.

## La rebelión de los mercenarios
Por ello, cuando Giscón fue enviado al campamento rebelde en Túnez, con plenos poderes para satisfacer sus demandas, Matón unió su voz a la de Spendios, un desertor de Campania, al que movían similares motivos, para persuadir a los mercenarios de que rechazaran los términos del acuerdo. Estos dos líderes obtuvieron tanta influencia que poco después fueron oficialmente proclamados generales.
Su primer objetivo consistía en romper cualquier posibilidad de negociación con Cartago, para lo que indujeron a la soldadesca a capturar a Giscón y el resto de emisarios cartagineses, y encerrarles en prisión.

## La guerra inexpiable
Después, declararon la guerra abierta a Cartago. Matón envió mensajeros a todos los vasallos africanos, incitándoles a proclamar su independencia. Éstos, viendo una gran oportunidad de librarse del opresivo yugo de Cartago, fueron fácilmente convencidos. Se alzaron en armas prácticamente en su totalidad, dando un cariz nacional a la rebelión. Las únicas ciudades que rehusaron unirse a la revuelta fueron Bizerta y Útica, a consecuencia de lo cual fueron inmediatamente sitiadas por los insurgentes.
Mathô y Spendios se ponían así a la cabeza de un ejército de 70 000 africanos, además de los 20 000 mercenarios rebelados. Al dominar el campo abierto, sus tropas recibían suministros constantemente, mientras Cartago permanecía prácticamente aislada por tierra del resto del continente.

## Cartago reacciona
En esta situación, Hannón el Grande, designado por el Gran Consejo de Cartago para enfrentarse a los rebeldes, no constituyó rival para las tropas entrenadas por Amílcar en Sicilia. Al parecer su propio campamento fue saqueado.
Fue el propio Barca quien tomó el mando de las tropas a partir de entonces, forzando el paso del río Bagradas, y abriendo así un canal de comunicación de Cartago con el resto del país. Spendios partió con un ejército para enfrentarse a Aníbal, mientras Mathô intensificaba el asedio a Hippo.

## Asesinato de los emisarios
Las victorias de Amílcar, y aún más la favorable impresión producida por la clemencia que mostraba el general hacia los prisioneros que habían caído en sus manos, comenzaron a alarmar de nuevo a los líderes insurgentes, que temían perder la fidelidad de su ejército. En consecuencia, decidieron alejar a sus hombres de toda posible clemencia, haciéndoles cómplices de un crimen aún mayor. Mathô y Spendios unieron sus voces a la del galo Autarito para convencer a los soldados de que Giscón y los emisarios de Cartago debían ser ajusticiados. No contentos con esto, se negaron a devolver los cuerpos, amenazando con tratar del mismo modo a cualquier heraldo cartaginés que les fuera enviado en el futuro. Estas atrocidades vieron su respuesta en drásticas contramedidas por parte de los generales cartagineses, con lo que la guerra cobró dimensiones de crueldad sin parangón.

## La toma de Hippo y Útica
Entretanto, los desacuerdos entre Hannón y Amílcar evitaron que éstos llevaran a cabo acciones efectivas. Con el tiempo, los habitantes de Útica e Hippo asesinaron a la guarnición cartaginesa que las defendía, abriendo las puertas a los rebeldes.

## El asedio de Cartago
Así fortalecidos, Matón y Spendios se aventuraron a asediar la misma Cartago. Pero mientras cortaban todas las vías de comunicación terrestres, el ejército de Amílcar amenazó sus posiciones desde el exterior. Amílcar se había convertido en dueño del terreno, gracias a su caballería númida, de modo que cortó las vías de suministro de los rebeldes, que hubieron de levantar el sitio.

## El asedio de Túnez
Poco más tarde, un ejército de 50 000 hombres al mando de Spendios fue derrotado por las dotes estratégicas del cartaginés. El campanio fue hecho prisionero, y se pasó a cuchillo a prácticamente la totalidad de su ejército. A esta catástrofe siguió la sumisión de la mayoría de las ciudades amotinadas. Matón, con los restos del ejército rebelde, se refugió en Túnez, donde fue asediado por un lado por Amílcar y por el otro por su nuevo comandante Aníbal. Una negligencia de este último permitió al libio atacar su campamento por sorpresa, causando una gran carnicería y capturando un importante botín, que incluía a Aníbal en persona. El cartaginés fue crucificado en venganza por el cruel trato infligido a Spendios.

## Caída y muerte
Este movimiento provocó el levantamiento del sitio de Túnez por parte de Amílcar, pero representó la última victoria de los amotinados tras la reconciliación de Hannón y Amílcar. Cortada toda vía de escape, Mathô se vio obligado a presentar batalla y fue completamente derrotado. La mayor parte de sus tropas cayeron en el enfrentamiento, y él fue tomado prisionero, y mostrado en el desfile triunfal de Cartago. Poco después, fue desprestigiado y ajusticiado públicamente.